# Кавалеры ордена Святого Георгия IV класса Э
Кавалеры ордена Святого Георгия IV класса на букву «Э» 
Список составлен по алфавиту персоналий. Приводятся фамилия, имя, отчество; звание на момент награждения; номер по списку Григоровича — Степанова (в скобках номер по списку Судравского); дата награждения. Лица, чьи имена точно идентифицировать не удалось, не викифицируются.
- Эбелинг, Фёдор Астафьевич; штабс-ротмистр; № 2878; 13 марта 1814
- Эбшельвиц, Генрих-Фридрих; подполковник; № 187 (159); 14 июля 1772
- Эверт, Алексей Ермолаевич; генерал от инфантерии; 18 сентября 1914
- Эверт, Николай Аполлонович; подполковник; 1 марта 1916 (посмертно)
- Эгазе, Александр Петрович; майор; № 5048; 3 декабря 1834
- Эгазе, Захар; капитан; № 7340; 17 декабря 1844
- Эггер, Артур Фёдорович; полковник; № 9354; 26 ноября 1854
- Эггер, Владимир Константинович; поручик; 26 января 1917 (посмертно)
- Эглофштейн, Август Карл фон; полковник великобританской службы; № 2968; 20 августа 1814
- Эддисон, Уильям Роберт Фонтейн; военный священник британской службы; июля 1916
- Эдель, Генрих Эдуардович; поручик; 10 июня 1916 (посмертно)
- Эдиге, Николай Сергеевич; прапорщик; 30 декабря 1915 (посмертно)
- Эйзен-фон-Шварценберг, Карл Фёдорович; подполковник; № 3581; 16 декабря 1821
- Эйлер, Дмитрий Павлович; мичман; 23 февраля 1904
- Эйлер, Павел Христофорович[1]; подполковник; № 3954; 26 ноября 1826
- Эйлер, Фёдор Христофорович; подполковник; № 3342; 12 декабря 1817
- Эйлер, Христофор Леонтьевич; генерал-майор; № 961; 26 ноября 1792
- Эйнантен, Карл Адольфович; полковник; № 5714; 1 декабря 1838
- Эйсмонт, Алексей Матвеевич; штабс-капитан; № 2775; 30 декабря 1813
- Экин, Джемс; капитан 2-го ранга; № 741 (388); 6 июля 1790
- Эйхен, Фёдор Яковлевич; майор; № 1753 (744); 22 апреля 1807
- Эйхен, Яков Яковлевич; полковник; № 3190; 26 ноября 1816
- Эйхлер, Август Васильевич; подполковник; № 5032; 3 декабря 1834
- Эйхлер, Андрей Вильгельмович; полковник; № 5732; 1 декабря 1838
- Эйхлер, Петр Петрович; капитан; № 2843; 26 февраля 1814
- Экбаум, Карл Германович; полковник; № 4459; 18 декабря 1830
- Экбаум, Герман Ильич; премьер-майор; № 501; 26 ноября 1787
- Экельн, Фёдор Андреевич фон; полковник; № 937 (511); 26 ноября 1792
- Экельн, Филипп Филиппович; генерал-майор; № 3318; 12 декабря 1817
- Экк, Виктор Михайлович; подпоручик; 18 июля 1916
- Экк, Эдуард Владимирович; генерал от инфантерии; 22 сентября 1914
- Экскузович, Алексей Иванович; подполковник; № 9723; 26 ноября 1855
- Элланский, Александр Васильевич; полковник; 30 декабря 1915 (посмертно)
- Эллей, Джон; полковник великобританской службы; № 3006; 6 августа 1815
- Эллерман, Христофор Иванович; полковник; № 3907; 26 ноября 1826
- Эллерц, Егор Антонович; подполковник; № 8461; 26 ноября 1850
- Эллизин, Александр Егорович; полковник; № 6940; 4 декабря 1843
- Эллиот, Андрей Иванович; контр-адмирал; № 3276; 26 ноября 1816
- Эллиот, Иван Андреевич; подполковник; № 8229; 26 ноября 1849
- Эльвенгрен, Георгий Евгеньевич; поручик; 25 мая 1916
- Эльвинг, Фёдор Андреевич; подполковник; № 9717; 26 ноября 1855
- Эльжановский, Казимир Юльевич; полковник; 30 октября 1877
- Эльзенвангер; полковник; 30 апреля 1815 (возможно сведения о награждении ошибочны)
- Эльрих, Александр Александрович; поручик; 31 октября 1917
- Эльсис, Яков Яковлевич; капитан; 11 сентября 1917 (посмертно)
- Эльснер, Константин Николаевич (Оттович); поручик; 11 июня 1877
- Эльснер, Семён Фёдорович; штабс-капитан; № 5344; 1 декабря 1835
- Эльфсберг, Александр Томасович; лейтенант; № 9621; 16 ноября 1855
- Эльфинстон, Самуель; капитан 1-го ранга; № 529 (251); 18 июля 1788
- Эльшин, Михаил Евсеевич; подполковник; № 3194; 26 ноября 1816
- Эммануэль, Георгий Георгиевич; подполковник; № 9718; 26 ноября 1855
- Эммануэль, Егор Арсеньевич; полковник; № 2476 (1109); 23 декабря 1812
- Эмме, Алексей Фёдорович; полковник; № 3174; 26 ноября 1816
- Эмме, Иван Фёдорович; генерал-майор; № 2081; 26 ноября 1809
- Эмме, Фёдор (Иванович?); полковник; № 7409; 12 января 1846
- Эмме, Фёдор фон; подполковник; № 690; 26 ноября 1789
- Эмних, Игорь Викторович; прапорщик; 19 ноября 1916 (посмертно)
- Энвальд, Дмитрий Андреевич; полковник; 4 апреля 1917
- Энвальд, Евгений Васильевич; генерал-майор; 21 мая 1915
- Энвальд, Михаил Васильевич; генерал-майор; 13 января 1915
- Энгель, Карл Самуилович; подполковник; № 6796; 3 декабря 1842
- Энгельбрехт, Людвиг Филипп фон; майор прусской службы; № 2586; 14 июня 1813
- Энгельгардт, Александр Богданович; полковник; № 6707; 3 декабря 1842
- Энгельгардт, Александр Егорович; майор; № 5826; 1 декабря 1838
- Энгельгардт, Александр Иванович; полковник; № 7190; 17 декабря 1844
- Энгельгардт, Александр Николаевич; генерал-майор; № 3485; 6 июня 1821
- Энгельгардт, Александр Николаевич; подполковник; 30 марта 1879
- Энгельгардт, Андрей Антонович (Андреевич); подполковник; № 6475; 5 декабря 1841
- Энгельгардт, Андрей Васильевич; подполковник; № 2398 (1032); 31 января 1812
- Энгельгардт, Антон Евстафьевич; полковник; № 4668; 21 сентября 1832
- Энгельгардт, Борис Вадимович; поручик; 18 июля 1916
- Энгельгардт, Борис Павлович; поручик; 5 мая 1917
- Энгельгардт, Валериан Фёдорович; генерал-майор; № 6928; 4 декабря 1843
- Энгельгардт, Василий Богданович; полковник; № 7167; 17 декабря 1844
- Энгельгардт, Василий Васильевич; действительный тайный советник; № 1458; 26 ноября 1802
- Энгельгардт, Вильгельм Карпович фон; полковник; № 23 (23); 27 августа 1770
- Энгельгардт, Григорий Григорьевич; генерал-майор; № 1646; 5 февраля 1806
- Энгельгардт, Евстафий Фёдорович; генерал-майор; № 4773; 25 декабря 1833
- Энгельгардт, Константин Александрович; подполковник; № 8459; 26 ноября 1850
- Энгельгардт, Николай Александрович; майор; № 10178; 26 ноября 1859
- Энгельгардт, Николай Фёдорович; полковник; № 6935; 4 декабря 1843
- Энгельгардт, Фёдор-Христофор Антонович; подполковник; № 811 (424); 25 марта 1791
- Энгельке, Пётр Логгинович; подполковник; № 9755; 26 ноября 1855
- Энгельман, Владимир Александрович; подполковник; 23 мая 1916
- Энгельман, Иван; капитан; № 10087; 26 ноября 1857
- Энде, Фридрих Альбрехт Готхильф фон; подполковник прусской службы; № 2845; 26 февраля 1814 (de:Friedrich Albrecht Gotthilf von Ende)
- Энден, Александр Павлович фон; подполковник; № 6528; 5 декабря 1841
- Энегольм, Егор Ильич; полковник; № 4444; 18 декабря 1830
- Энкель, Отто Магнусович; подполковник; 12 апреля 1878
- Эннуксон, Вольдемар Карлович; поручик; 13 января 1915
- Эпштейн, Николай Александрович; капитан; 19 мая 1915
- Эрдели, Христофор Петрович; лейтенант; № 9278; 26 декабря 1853
- Эрдман, Василий Андреевич; подполковник; № 5216; 1 декабря 1835
- Эрдман, Павел Николаевич; подполковник; 17 апреля 1915
- Эрдман, Христиан Андреевич; подполковник; № 4464; 18 декабря 1830
- Эрдман, Юлиан Фаддеевич; поручик; № 1797 (783); 10 августа 1807
- Эрдтман, Александр Иоганесович; штабс-капитан; 25 ноября 1916 (посмертно)
- Эрекс, Пётр Андреевич; подполковник; № 3202; 26 ноября 1816
- Эренкрейц, Серафим Филиппович; майор; № 7849; 26 ноября 1847
- Эренкрейц, Тимофей Филиппович; подполковник; № 8256; 26 ноября 1849
- Эренстольпе, Карл Карлович; полковник; № 6237; 11 декабря 1840
- Эриксон, Иван Матвеевич; полковник; № 1653 (868); 5 февраля 1806 (в списке Судравского датой награждения указано 20 мая 1808 г.)
- Эристов, Александр; поручик; № 7375; 7 июля 1845
- Эристов, Александр Николаевич; полковник; 10 ноября 1914
- Эристов, Георгий Евсеевич; подполковник; № 1543 (641); 12 января 1804
- Эристов, Давид Евстафьевич; полковник; 16 апреля 1881
- Эристов, Николай Дмитриевич; полковник; № 9313; 9 июля 1854
- Эристов-Ксанский, Александр Николаевич; генерал-майор; 10 ноября 1914
- Эристов-Ксанский, Торник; майор; № 1549 (647); 24 февраля 1804
- Эрихс, Фёдор Андреевич; подполковник; № 3838; 12 декабря 1824
- Эрле, Иван Иванович; лейтенант; № 1679; 5 февраля 1806
- Эрн, Карл Евстафьевич; капитан; № 5512; 6 декабря 1836
- Эрнер, Борис Иванович; подполковник; № 300; 26 ноября 1777
- Эрнст Константин Гессен-Филипстальский, принц, генерал-майор; № 2955; 3 августа 1814
- Эрнст, герцог Саксен-Альтенбургский; 2 февраля 1871
- Эртман, Георгий; подполковник; № 290; 26 ноября 1775
- Эртнер, Николай Мартынович; майор; № 9794; 26 ноября 1855
- Эскин, Николай Афанасьевич; полковник; 4 августа 1916
- Эсмонт, Василий Алексеевич; подполковник; № 2109; 26 ноября 1809
- Эсмонт, Козьма Михайлович; подполковник; № 4359; 19 декабря 1829
- Эсмонт, Михаил Карлович; майор; № 8524; 26 ноября 1850
- Эсмонт, Самуил Андреевич; лейтенант; № 2382; 26 ноября 1811
- Эспехо, Аким Михайлович; генерал-майор; № 7731; 26 ноября 1847
- Эспехо, Михаил Михайлович; генерал-майор; № 7389; 12 января 1846
- Эссель, Отто Густавович фон; полковник; № 8637; 26 ноября 1851
- Эссен; адъютант шведского наследника; № 2763; 18 декабря 1813
- Эссен, Александр Александрович; генерал-лейтенант; № 1292; 26 ноября 1802
- Эссен, Антон Антонович; генерал-майор; № 6683; 3 декабря 1842
- Эссен, Генрих Иванович; майор; № 5257; 1 декабря 1835
- Эссен, Густав Иванович; майор; № 2061 (932); 17 февраля 1809
- Эссен, Иван Николаевич; подполковник; № 1057 (542); 15 сентября 1794
- Эссен, Максим Карлович; подпоручик; № 4657; 25 декабря 1831
- Эссен, Николай Оттович фон; капитан 1-го ранга; 17 апреля 1905
- Эссен, Отто Васильевич фон; капитан-лейтенант; № 759 (406); 26 ноября 1790
- Эссен, Рейнгольд-Вильгельм Иванович; генерал-майор; № 81; 25 ноября 1770
- Эссен, Семён Иванович[2]; полковник; № 8663; 26 ноября 1851
- Эсьман, Тадеуш Михайлович; капитан; № 9471; 26 ноября 1854
- Эттер, Иван Севастьянович; генерал-майор; 30 января 1915
- Эттинген, Егор Антонович; подполковник; № 7239; 17 декабря 1844
- Эттингер, Фёдор Иванович; подполковник; № 8912; 1 февраля 1852
- Этулин, Гавриил Карлович; майор; № 6107; 3 декабря 1839
- Эустатанович-Шамовский, Осип Антонович[3]; майор; № 5619; 29 ноября 1837
- Эфендиев, Рашид-бек Мирза Магомед-бек оглы; штабс-капитан; 16 июля 1915
- Эфиров, Иван Иванович; подполковник; 8 сентября 1905
- Эшенбах, Александр Николаевич; капитан, командующий ротой воспитанников торгового мореплавания; № 9486; 26 ноября 1854, за «выслугу 25 лет в офицерских чинах»[4]
- Эшин, Василий Васильевич; генерал-майор; № 3319; 12 декабря 1817